# Jan Vermeer van Utrecht
Jan Vermeer van Utrecht (Schipluiden, bautizado el 16 de febrero de 1630 - Vreeswijk, circa 1696) fue un pintor del Siglo de oro neerlandés. Pese a que nació cerca de Delft, no existe una relación conocida entre este pintor y Johannes Vermeer.

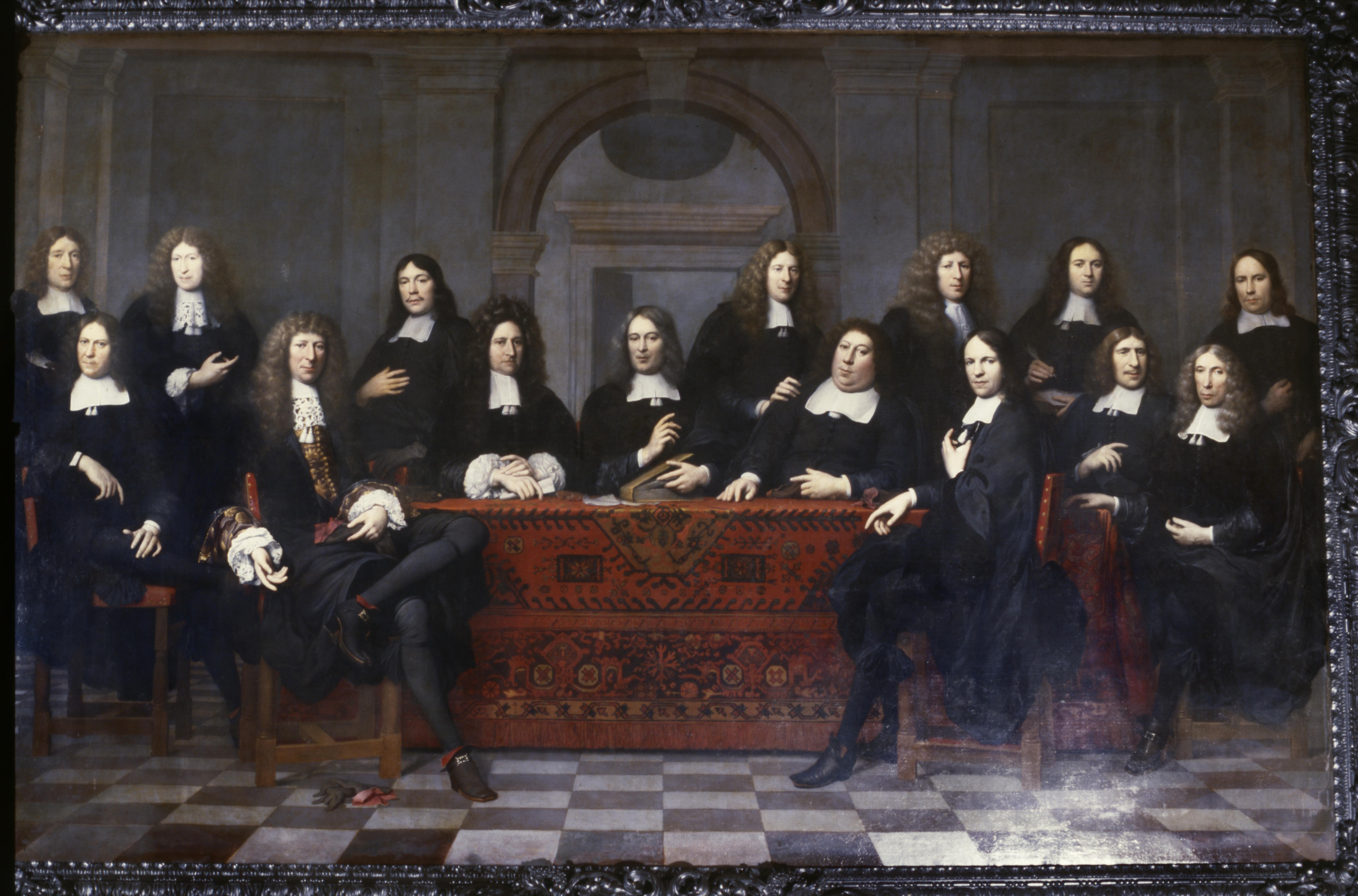
Retrato corporativo de los regentes del orfanato de Utrecht, por Jan Vermeer van Utrecht (1680).

Quedó huérfano de padre a los 10 años y fue criado por su abuelo en Róterdam. Según Arnold Houbraken viajó a Roma con Lieve Verschuier en torno a 1655 y se hizo amigo de Willem Drost y Johann Carl Loth. Volvió a los Países Bajos en 1662 y se convirtió en miembro del gremio de pintores de San Lucas de Utrecht en 1663. Aunque al parecer su familia era rica y pintaba por placer, se casó con una viuda que poseía una fábrica de blanco de plomo, llevando una vida sin preocupaciones hasta que su esposa falleció y la fábrica fue quemada por los soldados franceses. Fue protegido por Frederick Nassau de Zuylestein y en 1672 el Consejo de Utrecht se apiadó de él y le dio el puesto de colector de peaje y controlador del paso del río Vreeswijk, lugar donde más tarde se volvió a casar con Hendrina Hounietop (1683). Vermeer van Utrecht se hizo famoso como retratista, y pintó varios retratos corporativos para los regentes de diversas instituciones de Utrecht, entre ellos el orfanato (1680). Murió entre mayo de 1695 y septiembre de 1697 en Vreeswijk.